# وريد

مقطع عرضي من الوريد مع جداره. 1- اتجاه التدفق. 2- الصمام الوريدي

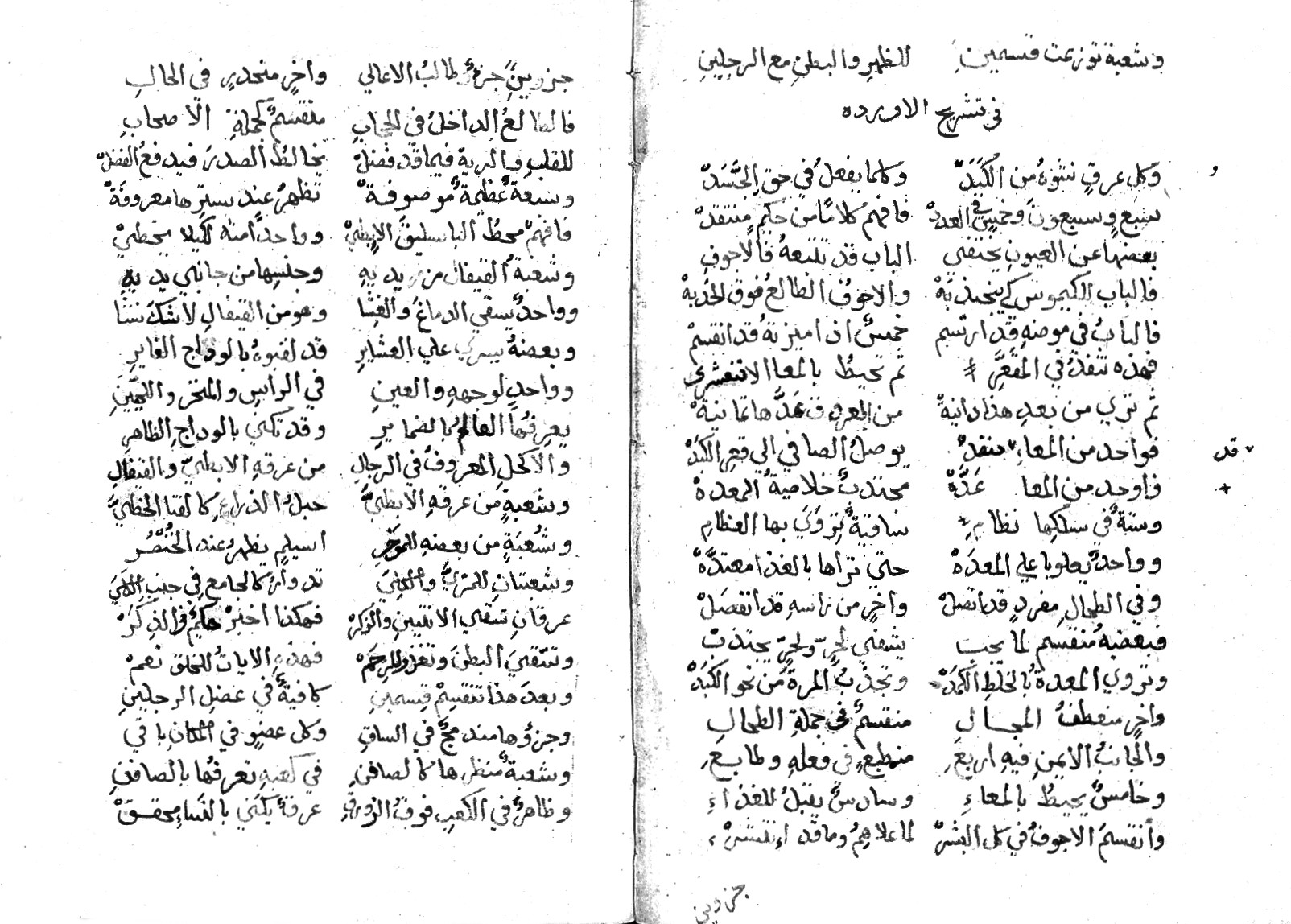
مخطوط «في تشريح الأوردة»

الوريد هو وعاء دموي في الدورة الدموية يقوم بنقل الدم من أعضاء الجسم المختلفة باتجاه القلب. في الدورة الدموية الكبرى يقوم البطين الأيسر بضخ الدم المحمل بالأكسجين عبر الشرايين إلى العضلات وأعضاء الجسم الأخرى. يزود هذا الدم الخلايا بالأكسجين والمغذيات عبر الشعيرات، ويحمل المخلفات الخلوية وثاني أكسيد الكربون عبر الأوردة. تأخذ هذه الأوردة الدم منزوع الأكسجين والمحمل بالمخلفات إلى الأذين الأيمن للقلب، الذي ينقله بدوره إلى البطين الأيمن. ويضخ الدم بواسطة البطين الأيمن عبر الشرايين الرئوية إلى الرئتين. وفي الدورة الرئوية تقوم الأوردة الرئوية بنقل الدم المحمل بالأكسجين من الرئتين إلى الأذين الأيسر والذي يضخه إلى البطين الأيسر مكملا بذلك دورة الدم.
الشرايين هي الأوعية الدموية التي تنقل الدم من القلب إلى مختلف أجزاء الجسم. والأوردة هي الأوعية الدموية التي يعود منها الدم من مختلف أجزاء الجسم إلى القلب. ويحتوي جدار الشرايين على عضلات رقيقة تساعد في ضخ الدم من القلب إلى مختلف أجزاء الجسم. على عكس تلك الأوردة التي لا تحتوي على عضلات في جدارها، ويعود الدم إلى القلب من خلال الأوردة نتيجة عمل عضلات الجسم التي تضغط على الأوردة أثناء حركة الجسم فيعود الدم على القلب. وبالتالي تعمل حركة الجسم على المساعدة في إرجاع الدم إلى القلب، فهي بمثابة مضخات تعمل ضد الجاذبية الأرضية.

## الأوردة السطحية والعميقة
يوجد في الساق نوعان من الأوردة: الأوردة السطحية، والأوردة العميقة:
الأوردة السطحية Superficial Veins: تقع تحت الجلد مباشرة ويمكن رؤيتها بسهولة على سطح الجلد.
الأوردة العميقة Deep Veins: تقع عميقا خلال عضلات الساق.
وينتقل الدم من الأوردة السطحية إلى الأوردة العميقة من خلال أوردة صغيرة أخرى تربط بينهما تسمى الأوردة الثاقبة Perforator veins.
تحتوي الأوردة السطحية والأوردة الثاقبة على صمامات ذات اتجاه واحد لتسمح بانتقال الدم في اتجاه القلب فقط، ولا تسمح برجوع الدم في عكس اتجاه القلب.
تحدث الإصابة بجلطة الساق نتيجة ركود الدم بالأوردة بسبب قلة الحركة وعوامل أخرى مساعدة. ولا تعتبر الجلطة في الأوردة العميقة خطيرة بحد ذاتها. لكن الخطورة تكمن في حالة تفتت جزء من تلك الجلطة وانتقالها مع تيار الدم حتى تصل إلى الرئتين وتؤدي إلى انسداد الشريان الرئوي Pulmonary embolism وهذا ما يسمى بالقذائف الرئوية.

## عمل الأوردة
تسير الأوردة في الجسم موازية للشرايين. وهي تنقل في الشخص العادي نحو 7000 لتر دم فقير في الأكسجين يوميا إلى القلب. وتعمل عضلات القدمين والرجلين كمضخات طبيعية لإعادة الدم إلى القلب، ففي كل حركة انقباض لعضلات الرجل تنضغط الأوردة وتعيد الدم إلى أعلى الجسم مضادا للجاذبية. تساعد على ذلك صمامات في الأوردة تمنع رجوع الدم فيها إلى أسفل.
ومع تقدم العمر تفقد الأوردة بعضا من نشاطها ومرونتها وقد تصاب بدوالي وريدية، كما يمكن أن يصاب الشخص بخثار. وتتسبب قلة الحركة في ذلك كما تؤثر طريقة الغذاء. ومن الأسباب المساعدة في نشأة الدوالي الوريدية هي السمنة وزيادة الوزن، وضعف طبيعي متوارث للأنسجة الضامة، وتغيرات في الهرمونات، وشرب الكحوليات بكثرة في الدول الغير إسلامية، وكذلك التدخين والملابس الضيقة.
بناء على ذلك فتوجد عدة طرق لتجنب تلك الأعراض، وعلى رأسها اختيار نوع الغذاء المناسب والاهتمام بالحركة.

## السمنة تضر الأوردة
تتسبب السمنة وزيادة الوزن في نشأة دوالي وريدية ومنها النوع الصغير الدقيق الذي يمكن رؤيته من سطح البشرة ويكون أزرق اللون. كما تساعد السمنة المفرطة في تكون الخثار (كتلة) الذي قد يهدد الحياة إذا جرت الكتلة مع الدم ووصل إلى الرئة وتسببت في انسداد أحد شرايينها. والحل بالنسبة لمن كان وزنهم كبيرا هو كثرة الحركة، وقلة في تعاطي الغذاء. إذ أن خفض كمية السعرات التي يحتويها الغذاء هو الذي يساعد على التخسيس. ومع ذلك فيجب أن يكون خفض كمية الأكل مصحوبا بتناول المفيد وترك عدم المفيد، فيجب الاهتمام بأكل الخضروات والفاكهة الطازجة.

## تقليل اللحوم
يتكون الغذاء الصحي من كثير من الخضروات والفاكهة، مع الخبز من الدقيق الكامل (المحتوي على الردة)، وتناول السمك مرة على الأقل في الأسبوع. فإن أكل السمك يخفض من احتمال نشأة الخثار (كتلة دهنية) في الأوردة. من يأكل السمك مرة كل أسبوع يقل احتمال إصابته بالخثار بنسبة الثلث. وهذا التحسن وانخفاض احتمال الإصابة بالخثار يعود إلى احتواء السمك على دهن أوميجا 3 وفيتامين ب6 وحمض الفوليك.
وعلى عكس ذلك يزيد تناول اللحوم من احتمال الإصابة بالخثار، والزيادة المفرطة في تناول اللحوم والسجق تزيد من احتمال حدوث الضرر بنسبة الضعف. لهذا فيجب اعتبار تناول اللحوم كعامل غذائي مكمل.
يعمل فيتامين ك على تقييد صفائح الدم لوقف النزيف (إرقاء). وتحتوي الخضروات الخضراء والطماطم على كميات وفيرة من فيتامين ك. كما تساعد الزيوت واللوز على ذلك، فمن يميل جسمه إلى الإصابة بالدوالي الوريدية فعليه الاهتمام بتعاطي زيوت صحية مثل زيت الزيتون وزيت الكتان، ملعقتين شوربة يوميا أو بضعة من اللوز.
كذلك الماء عامل هام فهو يخفف تركيز الدم ويساعد على سيولته. فعلى الشخص السليم الاهتمام بشرب لترين من الماء يوميا، وليس شرب الكوكاكولا أو المشروبات التي تحتوي على نسبة عالية من السكر.

## الفرق بين الشريان والوريد
الفرق الأساسي بين الشريان والوريد، أن الشريان يقوم بحمل الدم الغني بالأكسجين إلى أنحاء الجسم المختلفة بعيدًا عن القلب، أما الوريد، فيحمل الدم الغني بثاني أكسد الكربون من أنحاء الجسم المختلفة إلى القلب للتخلص من ثاني أكسيد الكربون.
هذا الجدول يوضح الفرق بين الشريان والوريد:
| الفروقات       | الشريان                              | الوريد |
| النقل          | الدم المؤكسج باستثناء الشريان الرئوي | الدم غير المؤكسج باستتثناء الوريد الرئوي في الدورة الدموية البالغة والوريد السري في الدورة الدموية للجنين |
| مستوى الأكسجين | مستوى الدم مرتفع جدًا                 | مستوى الدم منخفض نسبيًا                                                                                    |
| حجم الدم       | منخفض (حوالي 15%)                    | مرتفع (حوالي 65%)                                                                                         |
| الجدران        | أقوى وأكثر صلابة من الأوردة          | جدران أقل قوة وقابلة للطي                                                                                 |
| القوة العضلية  | أقوى                                 | أقل قوة                                                                                                   |
| المرونة        | مرنة للغاية                          | ليست مرنة كثيرًا                                                                                           |
| ضغط الدم       | عالي                                 | منخفض |

## الالتهابات الوريدية
الالتهابات الوريدية (Phlebitides) هو مصطلح عام يشمل حالات الالتهاب التي تحدث في الأوردة. غالبا ما يكون الالتهاب الوريدي مصحوبا بتكوّن جلطات دموية (خثرات - Thrombi) تؤدي إلى سد مجرى الدم في داخل الوريد. هذا الوضع معروف، أيضا، باسم التهاب الوريد الخثاري (Thrombophlebitis) أو الخثار الوريدي (Venous thrombosis). في حالات التهاب الوريد الخثاري، من الممكن أن تصاب الأوردة السطحية والأوردة العميقة، على حد سواء. في حالة التهاب الوريد الخثاري السطحي يكون العامل الالتهابي أكثر وضوحا وبروزا منه في حالة التهاب الوريد الخثاري العميق، ولذا فإن مصطلح الالتهاب الوريدي (Phlebitis) هو أكثر ملائمة. يكون التهاب الوريد الخثاري السطحي مصحوبا باحمرار وحرارة مرتفعة موضعية على طول الوريد السطحي الملتهب. يكون الوريد صلبا، حساسا جدا كما تكون المنطقة المحيطة بالالتهاب وذمية.
التهاب الأوردة السطحية أكثر انتشارا لدى المصابين بالدوالي (Varicose veins)، لدى المرضى الذين يبقون طريحي الفراش لفترة طويلة أو لدى النساء الحوامل. ويعتمد العلاج، عادة، على الراحة بحيث تكون القدم مرفوعة، إضافة إلى أدوية من مضادات الالتهاب اللاستيرويدية (Non - steroidal Anti - Inflammatory Drug - NSAIDs)، كما يعتمد على المضادات الحيوية (Antibiotics) عندما تكون هنالك مؤشرات على تلوث الجلد. التضميد بواسطة ضمادات ساخنة بإمكانه التخفيف من حدة الالتهاب ومن المفضل في هذه الحالات ارتداء الجوارب أو استعمال الرفادات المرنة للوقاية من تكون الوذمات.
يظهر التهاب الأوردة السطحية، بشكل عام، في أوردة القدمين. وتتمحور أوردة القدمين السطحية حول وريدين رئيسيين (مركزيين) هما: الوريد الصافن الأكبر (Greater saphena) الذي يمتد على طول الجزء السفلي من الجسم من الجهة الداخلية، يبدأ في كفة القدم وينتهي في وريد الأربية - الوريد الفخذي (Femoral vein). الوريد الرئيسي الثاني هو الوريد الصافن الصغير(Lesser saphena) وهو أقصر من الوريد الأول ويبدأ من كفة القدم في الجهة الجانبية من ساق القدم ويمتد حتى يصل إلى وريد الركبة الوريد المأبِضيّ (Popliteal vein). التهاب وريد الصافن الأكبر بالقرب من وريد الفخذ قد ينتقل (ينفذ) إلى هذا الوريد فيسبب جلطة وريدية عميقة.
في التهاب الأوردة العميقة، أو التهاب الوريد الخثاري العميق، يكون العنصر البارز للعيان هو الجلطة الوريدية، لذا فان الحديث يدور حول تجلط الأوردة العميقة، وليس التهاب الأوردة. تجلط الأوردة العميقة هو أكثر انتشارا في أوردة القدمين. وهو يبدأ، عادة، من أوردة ساق القدم ثم تنتشر من هناك إلى الأعلى باتجاه أوردة الركبة، ثم الورك وحتى الحوض. ويؤدي تجلط الأوردة العميقة إلى انسداد الأوردة مما يعيق تصريف الدم، الأمر الذي يؤدي بالتالي إلى ارتفاع الضغط الوريدي في الأوردة التي تحت منطقة الانسداد.
كذلك، قد يسبب تجلط الأوردة العميقة ضررا في صمامات الأوردة. في داخل أوردة الرجلين هنالك صمامات تنفتح عند تدفق الدم من الأوردة باتجاه القلب وتنغلق عندما يتدفق الدم إلى الأسفل، في وضعية الوقوف. وهكذا، تمنع الصمامات عودة الدم إلى الرجلين (Reflux). الضرر في الصمامات يؤدي إلى الفشل الوريدي (Venous failure) الذي يكون مصحوبا بتكوّن وذمة وتغيّر لون الرجلين، وحتى تكوّن تقرحات (Ulcers) في الرجلين. مضاعفات هذه الحالة على المدى الطويل هي الفشل الوريدي. ولكن على المدى القصير تكون المضاعفات أخطر، مثل: الانصمام الرئوي (pulmonary embolism). الجلطات (Thrombus) في الأوردة العميقة يمكن أن تنفصل، جزئيا أو كليا، عن الوريد وأن تسير في طريقها إلى أوردة الورك والحوض، بل قد تصل أيضا إلى القسم الأيمن من القلب. ومن هناك يمكن أن تواصل طريقها باتجاه الأوردة الرئوية مما يمكن أن يسبب انسداد هذه الأوردة مما قد يؤدي على الاحتشاء الرئوي. هذا الوضع خطير جدا إلى درجة أنه يسبب موت المرضى، بنسبة كبيرة.

### أسباب وعوامل خطر الالتهابات الوريدية
عوامل الخطر التي تؤدي إلى تجلط الأوردة العميقة في الرجلين تشمل ما يلي: التزام الفراش لفترة طويلة عقب الجراحة، وخاصة جراحة العظام مثل استبدال مفصل الورك أو الركبة، أو جراحة كسر في الفخذ. وتشمل عوامل الخطر الأخرى: كدمات في الرجلين للساق، أورام خبيثة، حبوب منع الحمل، الحمل وما بعد الولادة. بعض المرضى يعانون من تجلطات الدم الوراثية أو المكتسبة. مزيج من هذه الحالات يسبب انتشار أكبر في تجلط الأوردة.

### علاج الالتهابات الوريدية
علاج تخثر الدم بواسطة الهيبارين (Heparin) يمنع تكون وتوسع التجلط الوريدي، كما انه يساهم في تذويب وتحليل التجلطات التي سبق أن حدثت ويقلص الفترة التي يمكن لتجلط الدم أن ينقسم عن الوريد خلالها وأن يسبب الانسداد. هذا هو العلاج المتبع اليوم كما أنه يقلل بشكل واضح من حالات الانسداد الرئوي، ويقلص معدل حالات الموت الناجمة عن تجلط الأوردة العميقة في الرجلين. من المفضل أن تكون القدم مرفوعة أثناء الاستلقاء. بعد المرحلة الأولى هنالك حاجة إلى مزيد من علاج تخثر الدم باستخدام الوارفارين (Warfarin)، عن طريق الفم لفترة بضعة أشهر وقد تصل إلى نصف سنة. إذا تكررت التجلطات فمن الضروري الاستمرار في معالجة منع التخثر لفترة طويلة قد تدوم مدى الحياة. ويستخدم هذا العلاج أيضا عندما تزداد عوامل الخطر أو عندما تحدث زيادة في تخثر الدم.

## اقرأ أيضا
- غذاء صحي
- غذاء كامل
- تخسيس
- خضروات
- سعرة
- وريد دموي (صغير)
- وعائية (كمال الأجسام)